# THE TOKIWA
『THE TOKIWA』（ザ トキワ）とは、2021年2月27日から3月20日まで日本テレビで放送された番組である。放送時間は土曜13:30〜14:00。

## 概要
この企画は日本テレビが2021年1月15日に発表したもので、日本テレビが「まんが王国」と組んで、連載を希望する方を募り、「次世代のスター漫画家」のオーディションを行う。
優勝者には、原作者の夏原武と組んで、デビューを目指す。

## スタッフ
- 構成：川上潤也
- リサーチ：田原拓郎、若槻春乃
- TM：吉松耕司
- 美術：葛西剛太
- CG：三宅大介
- 編集：太田健二
- MA：松尾隆裕
- 音効：江口尚人、太田光則
- TK：山沢啓子
- デスク：小林祐子
- アニメ事業部：塩出正樹
- 編成：武末大作
- 協力：株式会社ビーグリー
- 撮影協力：マンガスクール中野、Lstay&grow南砂町
- 技術協力：麒麟スタジオ、レック
- AD：吉池朗、原田裕平、小林香穂、高橋萌々恵
- AP：高橋梨沙
- ディレクター：久保玲美衣、吉岡賢祐、平塚怜、河村哲平
- 演出：山野辺聖勝
- 企画・演出：吉川真一朗
- プロデューサー：藤崎一成、田中俊光、升田久美
- チーフプロデューサー：清水星人
- 制作：厨子王
- 製作著作：日本テレビ